# New York Shipbuilding

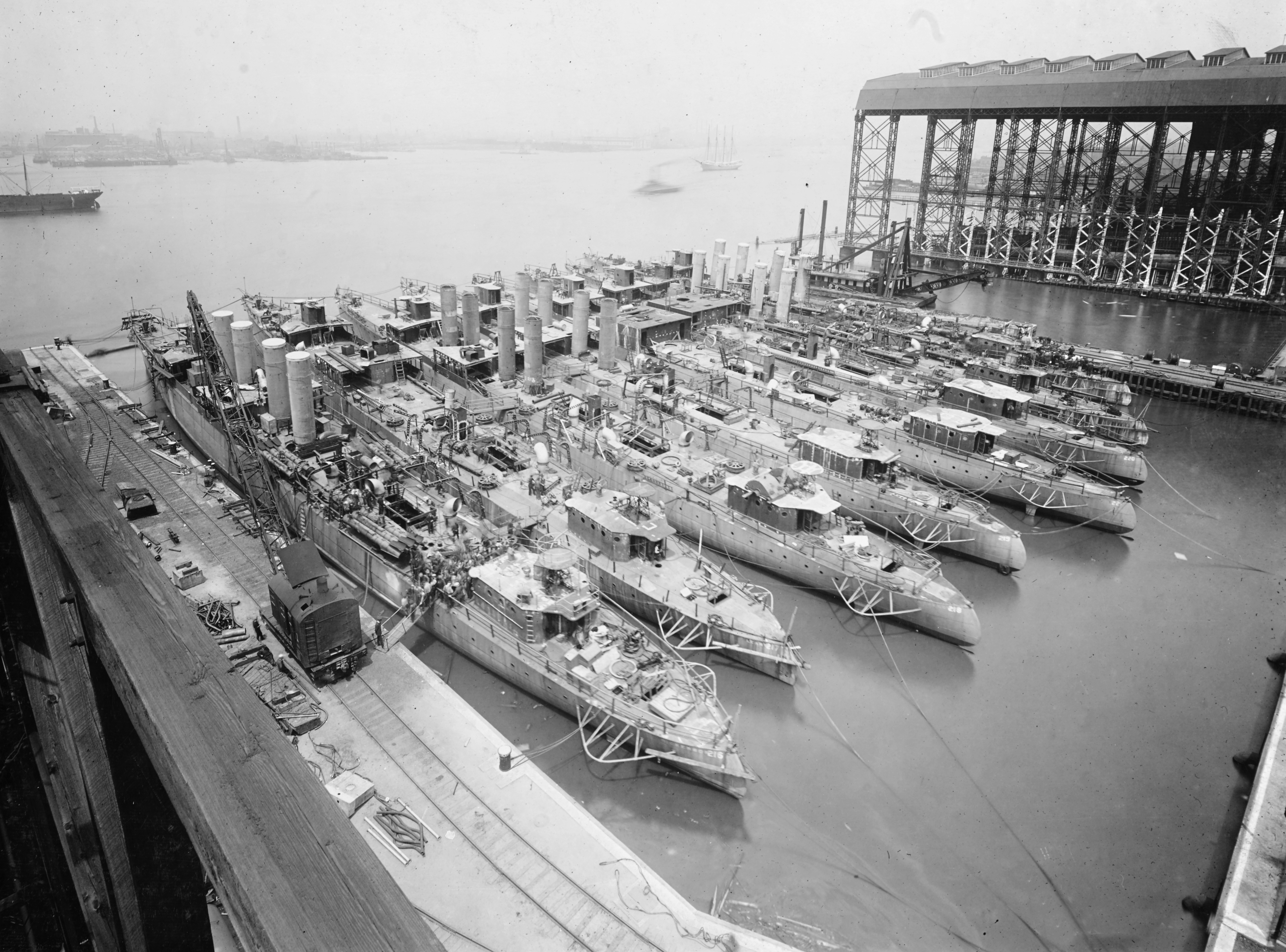
Acht torpedobootjagers van de Wickesklasse bij de werf (1919)

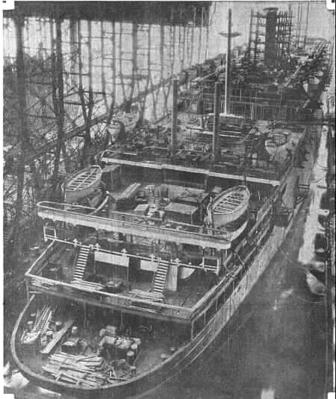
SS Washington in aanbouw (circa 1931)

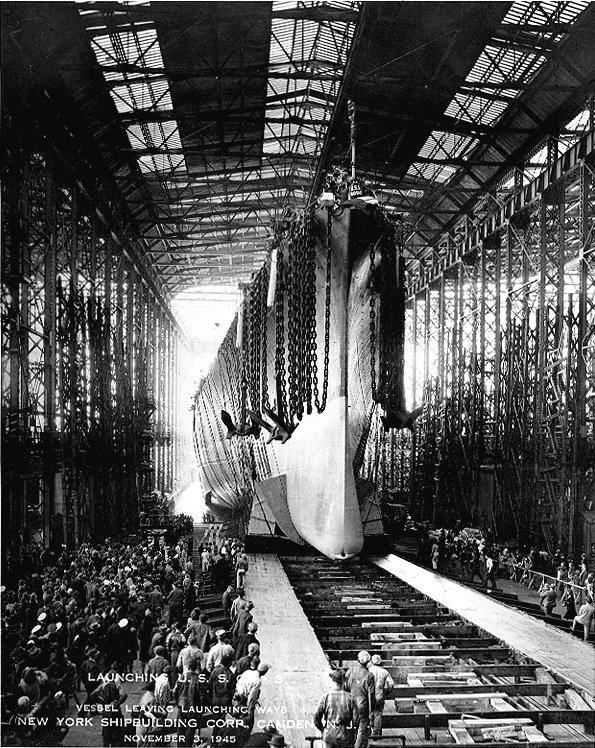
USS Hawaii wordt tewatergelaten (1945)

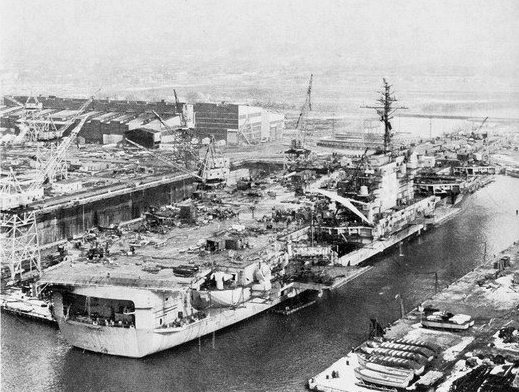
USS Kitty Hawk aan de afbouwkade van de werf (1960)

De New York Shipbuilding Corporation (of New York Ship in het kort) werd opgericht in 1899 en opende de eerste scheepswerf in 1900. In Camden, New Jersey op de oostelijke oever van de Delaware bouwde New York Ship meer dan 500 schepen voor de US Navy, de United States Merchant Marine, de United States Coast Guard en andere maritieme bedrijven.

## Geschiedenis
New York Ship werd in 1900 opgericht door Henry G. Morse, met de financiële steun van Andrew Mellon en Henry Frick. Het was de bedoeling de werf te vestigen op Staten Island, maar de grond was daar ongeschikt en uiteindelijk werd de werf in Camden gebouwd. De naam werd overigens wel behouden. De eerste vijf hellingen waren overdekt en voorzien van een kraan met een hefvermogen van 100 ton. In 1904 werden de eerste twee grote passagiersschepen afgeleverd en in 1906 volgde het eerste marineschip, de kruiser USS Washington. Deze laatste was 154 meter lang en had een waterverplaatsing van zo’n 16.000 ton.
In 1916 kwam de werf in handen van de American International Corp. en WR Grace. De capaciteit van de werf werd sterk uitgebreid om in de militaire behoefte aan schepen te voldoen. In de naoorlogse jaren zakte de vraag in, veel schepen kwamen vrij voor civiel gebruik en waren veel goedkoper dan nieuwbouw. In 1925 nam Brown Boveri de werf over. Aan het begin van de dertiger jaren liepen grote passagiersschepen als de SS Manhattan en SS Washington voor de United States Lines van de helling. De werf was volledig operationeel toen de Tweede Wereldoorlog uitbrak en de marine investeerde $ 25 miljoen in de werf om de capaciteit te vergroten. Op het hoogtepunt bood de werf werk aan 30.000 mensen.
Het bleef zowel de marine- en koopvaardijschepen leveren na oorlog, maar door opkomende concurrentie uit lage lonen landen werd de werf in 1967 gesloten.

## Productie
New York Ship bouwde diverse koopvaardij- en marineschepen, van vliegdekschepen, slagschepen en cruiseschepen tot simpele sleepbakken en veerponten. Op het hoogtepunt, gedurende de Tweede Wereldoorlog, was New York Ship een van de grootste en meest productieve scheepswerven van de wereld. De bekendste schepen zijn onder meer de torpedobootjager USS Reuben James (DD-245), de kruiser USS Indianapolis (CA-35), het vliegdekschip USS Kitty Hawk (CV-63), het kernaangedreven transportschip NS Savannah en een kwartet van goederen-passagierslijners, bijgenaamd de Four Aces.

### Eerste Wereldoorlog
Tijdens de Eerste Wereldoorlog breidde New York Ship snel uit om de orders van de US Navy en de Emergency Fleet Corporation uit te kunnen voeren. Een kritiek tekort aan arbeiderswoningen leidde tot de bouw van Yorkship Village, een gepland dorp van 1000 stenen huizen, ontworpen door Electus Darwin Lichfield en gefinancierd door de War Department. Yorkship Village is nu de Fairview sectie van Camden.

### Tweede Wereldoorlog
De productie van New York Ship tijdens de Tweede Wereldoorlog omvatte alle negen lichte vliegdekschepen van de Independenceklasse, gebouwd op de  lichte-kruiserrompen van de Clevelandklasse, het 35.000 ton slagschip USS South Dakota (BB-57) en 98 LCT's waarvan vele deelnamen aan de landingen op D-Day in Normandië.

### Tot het einde in 1967
Na de Tweede Wereldoorlog leefde New York Ship vooral op orders van de United States Maritime Administration en de US Navy. De werf liet haar laatste civiele schip in 1960 te water (SS Export Adventurer) en haar laatste marineschip in 1967 (USS Camden). De voormalige werf is nu onderdeel van de haven van Camden, met name voor bulkvervoer.
De laatste onderzeeër voor de US Navy was de USS Guardfish (SSN-612) en werd in december 1967 in dienst gesteld. Hoewel de USS Camden het laatst bestelde schip was, werd de Guardfish het laatst geleverde, omdat de bouw tussen 1963 en 1965 stil werd gelegd vanwege het verlies van de USS Thresher. USS Pogy was in aanbouw en werd versleept naar Ingalls Shipbuilding in Pascagoula in 1968 voor de afbouw. New York Ship ging failliet door een gebrek aan orders van de US Navy. Dit was voor een groot deel te wijten aan de steun aan de Nixon-campagne voor het presidentschap, en de orders droogden op kort nadat Kennedy tot president werd verkozen.
Hier gebouwde onderzeeërs hadden de meest perfecte ronde romp door de grote rollers gebruikt in het rollen van HY-80 staal voor de drukromp.

## Schepen gebouwd
- Lexingtonklasse vliegdekschip
  - USS Saratoga (CV-3)
- South Dakotaklasse slagschip
  - USS South Dakota (BB-57)
- Sacramentoklasse snel bevoorradingsschip
  - USS Camden (AOE-2)
- Thresherklasse snelle aanvalsatoomonderzeeër
  - USS Pollack (SSN-603)
  - USS Haddo (SSN-603)
  - USS Guardfish (SSN-612)
- Sturgeonklasse snelle aanvalsatoomonderzeeër
  - USS Pogy (SSN-647)
- Washington Irving - grootste passagiersschip voor rivieren ooit gebouwd
- SS Empire Arrow
- NS Savannah - vrachtschip met kernreactor